# Chirac (Charente)
Chirac (Charente) é uma comuna francesa na região administrativa da Nova Aquitânia, no departamento de Charente. Estende-se por uma área de 34,33 km². Em 2010 a comuna tinha 773 habitantes (densidade: 22,5 hab./km²).